# 杜博斯·海沃德

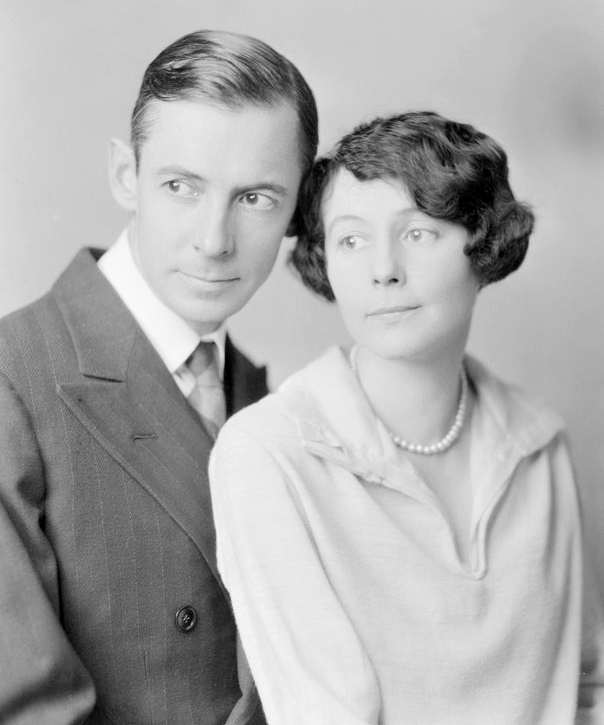
杜博斯·海沃德與其妻多蘿西·海沃德

埃德温·杜博斯·海沃德（1885年8月31日—1940年6月16日） 是一位美国作家，他的小說曾被改编为歌剧波吉和贝丝。1940年6月，海沃德因心脏病发作去世，享年 54 岁。